# Жуковский, Владимир Чеславович
Влади́мир Чеславович Жуко́вский (род. 16 октября 1941, Куйбышев) — российский физик-теоретик, доктор физико-математических наук (1978), профессор (1995), заслуженный профессор МГУ (2018).

## Биография
Окончил физический факультет Московского государственного университета им. М. В. Ломоносова (1965).
Кандидат физ.-мат. наук (1968). Тема кандидатской диссертации: «Индуцированное излучение электронов в магнитном поле». Доктор физ.-мат. наук (1978). Тема докторской диссертации: «Взаимодействие релятивистских частиц с интенсивными электромагнитными полями».
Работает на кафедре теоретической физики физического факультета МГУ с 1968 года. Доцент (1982). С 1993 года — профессор кафедры теоретической физики физического факультета МГУ.
Участвовал как лектор в работе школы « Квантовые частицы в интенсивных полях» (Кишинев, 1985)

## Награды
- Медаль ордена «За заслуги перед Отечеством» II степени (11 февраля 2023 года) — за заслуги в научно-педагогической деятельности, подготовке квалифицированных специалистов и многолетнюю добросовестную работу[2]

## Публикации
Опубликовал более 230 научных работ.

### Книги
- А. А. Соколов, И. М. Тернов, В. Ч. Жуковский. Квантовая механика. — М.: Наука, 1979.
- А. А. Соколов, И. М. Тернов, В. Ч. Жуковский, А. В. Борисов. Квантовая электродинамика. — М.: Изд-во Моск. ун-та, 1983. — 312 с.
- А. А. Соколов, И. М. Тернов, В. Ч. Жуковский, А. В. Борисов. Калибровочные поля. — Учебное пособие для университетов. — М.: Изд-во Моск. ун-та, 1986. — 260 с.
- Д. В. Гальцов, Ю. В. Грац, В. Ч. Жуковский. Классические поля. — М.: Изд-во Моск. ун-та, 1991. — 150 с.

### Избранные статьи
- H. Reinhardt, O. Schroeder, T. Tok, and V.C. Zhukovsky. Quark zero modes in intersecting center vortex gauge fields. Phys. Rev. D, 2002, v. 66, 085004 (12 p.) hep-th/0203012 Архивная копия от 30 января 2022 на Wayback Machine.
- D. Ebert and V. Ch. Zhukovsky. Chiral phase transitions in strong chromomagnetic fields at finite temperature and dimensional reduction. Mod.Phys.Lett. A, 1997, v. 12, p. 2567—2576 hep-ph/9701323.

### Редактор переводов
- Вайнберг С. Квантовая теория поля. Т. 1—2 = Quantum Theory of Fields. V. I—II. — М.: Физматлит, 2003.